# Becherovka Game
Becherovka Game (také „Becher Game“) byla každoroční soutěž, kterou v letech 2000–2007 a 2009 (celkem tedy 9 ročníků) vyhlašovala společnost Jan Becher – Karlovarská Becherovka, a.s. Cílem bylo motivovat české herní vývojáře k vývoji zdarma šiřitelných videoher, které by Becherovku propagovaly.
Soutěž vešla ve známost nejen tím, že v rámci ní bylo vyprodukováno několik velice kvalitních her, ale také svými poměrně vysokými odměnami, které do té doby neměly na české nezávislé herní scéně obdobu, a také tím, že některým autorům otevřela dveře do světa profesionální tvorby her.
Pravidla soutěže se v průběhu let měnila podle toho, jak se herní trh vyvíjel (např. přibývaly nové kategorie a platformy). Zároveň se měnily podmínky ohodnocení vítězných tvůrců. Základní podmínka ale zůstala ve všech ročnících stejná – muselo se jednat o volně šiřitelné hry s tematikou produktů firmy Becherovka.
V každém ročníku mohl jeden autor poslat do soutěže i více her, ale každá hra mohla soutěžit pouze v jedné kategorii. Soutěž byla otevřená pro české i slovenské vývojáře, hry ale musely být v češtině nebo v angličtině. Soutěže se mohli účastnit i vývojáři mladší 18 let, ale museli být zastupováni někým plnoletým.
Hry, které nesplňovaly základní požadavky, byly ze soutěže vyřazeny, tj. neobjevily se ani mezi hodnocenými hrami.
Soutěž po technické stránce zajišťovala společnost První multimediální, s.r.o.
Trendem celé soutěže bylo čím dál tím intenzivnější zaměřování se na flashové hry, které byly podle pořadatelů u široké veřejnosti čím dál tím oblíbenější. V posledním ročníku pak byla vypsána pouze kategorie flashových her.

## 1. ročník (2000)
- Termín soutěže: 1. května – 30. listopadu 2000[4]
- Počet hodnocených her: 29[5][6][7]

První ročník soutěže. Podle pravidel zde nebyla de facto žádná omezení, kromě toho, že se muselo jednat o PC hry s tematikou Becherovky. Platformou „PC“ byla myšlena platforma Microsoft Windows (v pozdějších letech upřesněno na Win32). Kategorie her např. pro Linux nikdy vyhlášena nebyla.
Vítěz obdržel finanční odměnu 100 000 Kč. Všichni účastníci soutěže získali dárkový balík.

### Celkový vítěz
Zdroj: 
|               | Hra          | Žánr      | Autor                                             | Odměna     |
| ------------- | ------------ | --------- | ------------------------------------------------- | ---------- |
| Zlatá medaile | Zázračný lék | Adventura | Enteron (Jan Kottman, Tomáš Nevrtal, Vít Nováček) | 100 000 Kč |

### Seznam všech hodnocených her podle pořadí
Zdroj: 
Zázračný lék, Becher Man, Becher Lahve, Becherovka Cops, Becher Lahve II, Mimozemšťani, BecherMania - Arkanoid, PacWars II, BecherTetris, Pexeso - Oldes, Mariáš, Skákající alkoskřet, Sada Her, Bar, Formulky - BecherCup, Becherovka Arcade, Becherovka Puzzle, Becher Race, Bechera u ledu, Bottle Faller, Becherovka Game, Becher Flask, Tisic, Stack UP, Spunty, BecherManie - 3D Lahve, 13ty pramen, Lahve, Pexeso

## 2. ročník (2001)
- Termín soutěže: 1. května – 31. října 2001[11]
- Počet hodnocených her: 42[12]

Vyhlášení výsledků proběhlo 29. listopadu 2001 v prostorách pražského klubu Radost FX.
V porotě zasedalo celkem 15 lidí, mj. redaktoři magazínů GameStar, ComputerWorld, PCWorld, serverů Doupe.cz, GamePort.cz a Bonusweb.cz, a také vývojář Petr Vochozka z Illusion Softworks.
Finančně byli tentokrát odměněni tři nejlepší účastníci, dalších 20 pak získalo dárkový balík.
Novinkou v tomto ročníku bylo omezení maximální velikosti her na 5 MB v komprimované podobě tak, aby se hry daly snadno posílat e-mailem i stahovat (v této době měla ještě řada lidí pomalé vytáčené připojení).
Do soutěže se přihlásilo více než 60 autorů, ale her bylo nakonec hodnoceno pouze 42.

### Top 3
|                  | Hra          | Žánr         | Autor                               | Odměna     |
| ---------------- | ------------ | ------------ | ----------------------------------- | ---------- |
| Zlatá medaile    | Zlatý kalich | Adventura    | Enteron                             | 100 000 Kč |
| Stříbrná medaile | Kóta 236     | 3D akční hra | Gemtree Software (Miroslav Němeček) | 50 000 Kč  |
| Bronzová medaile | Bechman      | Pac-Man klon | Taz Software (Jiří Výchopeň)        | 25 000 Kč  |

### Seznam všech hodnocených her podle pořadí
Zdroj: 
Zlatý kalich, Kóta 236, Bechman, Bitva o třináctý pramen, Dej si panáka, Becher Bar, PowerCup, Shadow, Becheron 4, Pik Pak Pok, Cheš se stát Becherem?, Kolik stojí Becherovka, Becher Arcade, Hufeek Becher, Rapid Cup 2001, Bexer, Frags, Original, Becher Space, B-Boy, Becher Raid, Becher Game (3D variace na Moorhuhn), BecherMan, Operace Becherion, Grand Becher Auto, Hledač pokladů, 12 komnat, Becher Game (3D adventura s logickými a akčními prvky), Becher námořník, Becher Wars, Becher Do, Bexeso, Becher Game (3D plošinovka), Pexeso, Textovka, Papek - trápení, CoolEvil, TR Becher, Skladník se vrací, Becher Worm, Savage System, Becher Destruction

## 3. ročník (2002)
- Termín soutěže: 1. července – 31. října 2002[18]
- Počet hodnocených her: 41[19]

Vyhlášení výsledků proběhlo 13. prosince 2002 v pražském klubu Radost FX.
V porotě tohoto ročníku opět zasedli např. redaktoři magazínů Chip a GameStar, serveru Doupe.cz a vývojář Petr Vochozka.
Pro tento rok byla vyhlášena speciální kategorie akčních her vytvořených pro platformu Flash. Tyto hry se svou velikostí musely vejít do limitu 500 kB.
Finančně byli odměněni tři nejlepší účastníci ve všeobecné kategorii a vítěz kategorie Flash. Účastníci na 4. až 13. místě ve všeobecné kategorii a na 2. až 6. místě v kategorii Flash obdrželi dárkový balík.
Podle některých názorů si i tento rok zasloužila zvítězit hra od týmu Enteron, ale od pořadatelů existoval tlak na to, aby už zvítězil někdo jiný. Porotce Petr Vochozka každopádně udělil hře Becherův sen plných 100 bodů a její autory obratem zaměstnal pro tvorbu hry 6 ženichů a 1 navíc (pokračování hry 7 dní a 7 nocí).

### Top 3
Zdroj: 
|                  | Hra          | Žánr         | Autor             | Odměna     |
| ---------------- | ------------ | ------------ | ----------------- | ---------- |
| Zlatá medaile    | Penguins     | 3D akční hra | Jiří Vratislavský | 100 000 Kč |
| Stříbrná medaile | Becherův sen | Adventura    | Enteron           | 50 000 Kč  |
| Bronzová medaile | Extreme Race | 2D závody    | SGames            | 25 000 Kč  |

### Zvláštní kategorie – flashové hry
Zdroj: 
|    | Hra            | Žánr                 | Autor                       | Odměna    |
| -- | -------------- | -------------------- | --------------------------- | --------- |
| 1. | Becher Logical | Logická hra          | flier.cz (Zdeněk Schneider) | 50 000 Kč |
| 2. | Becher Joe     | Westernová střílečka |                             |           |
| 3. | Bar Becher     | Logická hra          |                             |           |

### Seznam všech hodnocených her podle pořadí
Zdroj: 
Penguins, Becherův sen, Extreme race, Becher Slide, Becher Logical, Streamy, Becher Hill, Becher Train, Bombič, Becher Joe, Becherovka Wild West, BrmBrm, BacilKiller, Becher Block Madness, Code Becher, Bar Becher, InsaneUFOs, BecherDriver, Becher Invaders, BechCopter, Becher Cup, Bechpack, Becher Solitaire, Worms: Eat & Run, SpaceCraft, BechShooter, Relax, Bechsoliter, Bexer, Penguinator, Pong, Alien vs Becher, Double Operation, Bechman, Sněhurka a 7 becherů, Bechy, BechBalls, Operace Becher

## 4. ročník (2003)
- Termín soutěže: 8. května – 31. října / 16. listopadu 2003[25]
- Počet hodnocených her: 59

Vyhlášení výsledků proběhlo v pražském klubu Zvonařka v Šafaříkově ulici.
V říjnu 2003 došlo k redesignu Becherovky. Pro tvůrce, kteří chtěli nový design zakomponovat do svých her, byla uzávěrka posunuta z 31. října na 16. listopadu.
Do soutěže se zaregistrovalo 120 projektů, ale pouze 59 bylo hodnoceno.
Každá hra musela spadat do jedné z těchto kategorií: akční hry pro PC, logické hry pro PC, adventury a RPG pro PC, simulátory pro PC, Flash hry, Java hry pro mobilní telefony.
PC hry musely mít v komprimované podobě maximální velikost 5 MB, Flash hry 350 kB a Java hry 100 kB.
Vítěz každé kategorie získal odměnu 40 000 Kč. Celkový vítěz navíc ještě získal poukaz na nákup PC nebo PC komponentů v hodnotě 60 000 Kč bez DPH u firmy CompuSource.
První tři účastníci v každé kategorii obdrželi také dárkový balík.

### Pořadí her v každé kategorii
Zdroj: 
- Adventury: Becheráček, Honem pro Becherovku
- Akční: Sub Hunter 4, Bechoes, Becher Rescue, Motocross Becher, Alien Agency, Gringo, Planeta X, KO, U Becherů, Ooops, Black Becher, Becher Tanks, Codename Becher, A-terra, Tanky ][, Star Force One, Bechman 3D
- Flash: Mah Jongg, Letter Mania, Knockers, Pipeline, Space attack, Olgoj, Becher Eggs, Becheroid, Adventures of Becher
- Logické: Criss Cross, 13 duchů, Ham Nam, Becher Tycoon, Becher Magicross, Adrenal, Becher Kvíz, Tripple B, Logic Puzzle 3D, Becher Puzzle, Becher Snake, Bechtris, Becher Logical, Becher Structure, Becher Shock
- Java: Super Johann, Cavern Flask, Becher Pipes, Cocktailtris, Wild west
- Simulátory: Sky of Fire, Becher Race 2003, Turbo Car, Becher Rallye, Havárie, Becher Racer, Lietadla, Let's Go, Becher Car, Letecká cvokárna 2.1., Becher Roulette

### Celkový vítěz
Zdroj: 
|               | Hra          | Žánr         | Autor  | Odměna                     |
| ------------- | ------------ | ------------ | ------ | -------------------------- |
| Zlatá medaile | Sub Hunter 4 | 2D akční hra | SGames | PC komponenty za 60 000 Kč |

## 5. ročník (2004)
- Termín soutěže: 11. prosince 2003 – 30. září 2004[33]
- Počet hodnocených her: 34

Vyhlášení výsledků proběhlo v pražském podniku Défilé Fashion Bar & Lounge (Vodičkova 736/17).
Pro tento rok byl limit velikosti PC her zvýšen na 6 MB. Zároveň byla zavedena kategorie her pro Palm OS a Windows CE, kde byl limit 500 kB.
Odměny byly stejné jako v předchozím ročníku.
V rámci vyhlášení výsledků byl uspořádán i novinářský turnaj ve hře Becher Logical (vítěz kategorie flashových her z roku 2002).

### Pořadí her v každé kategorii
Zdroj: 
- Adventury a RPG hry: 2004: Vesmírná Becherovka, Točna, Odcizená láhev, Lumír Lánský: Případ otrávené becherovky, X34, Špinavá historka, Vulvara 1.0, Becherovo rozhodnutí, For a Fistful of Becherovka
- Akční: Plane Arcade, Řež Bechere!, Solo Flight, Všelék, Hex: Virus, BecherFire
- Logické: A.N.T.Z., Bechenger, Becher Bubbles, Bechman_3D, Becherguard, Becher game 2004, Kostky 2004, Eric Cartman: Becher Edition, bg-tris
- Flash: Air Hockey, Becher Rescuer, Hunter, Becher or Death
- Java: CrazyBalls
- Simulátory: Becherov, Netvor Speed, HRacer
- Palm OS / Win CE: Fogron, rollin

### Celkový vítěz
Zdroj: 
|               | Hra      | Žánr      | Autor     | Odměna                     |
| ------------- | -------- | --------- | --------- | -------------------------- |
| Zlatá medaile | Becherov | Simulátor | Inputwish | PC komponenty za 60 000 Kč |

## 6. ročník (2005)
- Termín soutěže: 1. ledna – 30. září 2005[38]
- Počet hodnocených her: 49

Vyhlášení výsledků proběhlo 1. prosince 2005 v pražském Jam Café (Národní 961/25).
Limit velikosti PC her zvýšen na 10 MB, limit velikosti Flash her zdvojnásoben na 700 kB. Dále byla zavedena kategorie XXL, které se mohly účastnit hry bez omezení žánru až do velikost 100 MB.
Java, Palm OS a Windows CE hry byly sloučeny do jedné kategorie mobilních her.
Finanční odměny pro vítěze každé kategorie byly tento rok omezeny podle toho, kolik úspěšných her se v dané kategorii nacházelo. Za úspěšnou hru byla považována každá hra, která získala alespoň 40% bodů z maximálně možných. Pokud bylo v kategorii více než 10 úspěšných her, pak vítěz obdržel 40 000 Kč, pokud 6–10 úspěšných her, pak vítěz obdržel 30 000 Kč, a pokud méně než 6 úspěšných her, pak vítěz obdržel 20 000 Kč.

### Pořadí her v každé kategorii
Zdroj: 
- Adventury a RPG: Little World, Master of the Magic, Fodo Hrobit aneb Cesta tam a zase zpátky, Šťastný to Chudák
- Akční: Bechtor, Eclipse, "Bomba, Bechere!", Alien Becher Attack, BecherBall, LDT
- Logické: Becherátor, Laser, Becher-ban, Becher Zenji, Becher Barrels, Bublík, Becher CHESS, Karlsbader Becher Puzzler, Basic Crossword, BecheRiddle, BecherCollector, BechBall
- Flash: Rocket in Danger, 3 stejné symboly, Becheryba, Hbitý Eda, RAPIDně zábavné, Becher Bear, Bechercup, Space B, BecherCup_05, Bechguns, Becheroid 05, Becher Bee
- Simulátory: Aquadelic, Acheron, Becherův náklad, Becher Ragdoll
- Mobilní hry (Java / Palm OS / Win CE): BechBubble, Depth Jumps, Becher Gardener, PhoneMan, Becher Cave, Garáže, Acurspee, Becher Sokoban, KosmoShooter
- XXL: Space Merchants: Conquerors, Becher Islands

### Celkový vítěz
Zdroj: 
|               | Hra                         | Žánr               | Autor                | Odměna                     |
| ------------- | --------------------------- | ------------------ | -------------------- | -------------------------- |
| Zlatá medaile | Space Merchants: Conquerors | Vesmírný simulátor | DataWeb / DespeRadoX | PC komponenty za 60 000 Kč |

## 7. ročník (2006)
- Termín soutěže: 1. ledna – 30. září 2006[43]
- Počet hodnocených her: 35

Vyhlášení výsledků proběhlo 13. prosince 2006 v pražském Jam Café na Národní třídě. Zúčastnily se ho i celebrity jako Agáta Hanychová, moderátorka Romana Vítová nebo herec Daniel Bambas.
Soutěž byla vyhlášena v osmi kategoriích: akční hry pro PC, logické hry pro PC, adventury a RPG hry pro PC, simulátory pro PC, Flash hry, hry pro mobilní telefony (Java), hry pro mobilní zařízení s operačním systémem (Symbian, Windows Mobile, Palm OS 4.0+, Windows CE), XXL hry.
Hodnocení mobilních her měla na starost porota složená ze zaměstnanců společnosti Redboss s.r.o.
Vítěz každé kategorie získal peněžní odměnu, která se rovnala X-procentuálnímu podílu z 50 000 Kč, kde X bylo bodové hodnocení dané hry. Získala-li tedy vítězná hra v dané kategorii hodnocení např. 80 bodů, její autor dostal odměnu 40 000 Kč (80% z 50 000 je 40 000).
Autor hry s nejvyšším hodnocením absolutně získal podobně jako v minulých letech poukaz na nákup PC komponentů v hodnotě 60 000 Kč.
Kdo navíc do své hry zakomponoval jedno z následujících čtyř témat, mohl soutěžit o peněžní prémii 30 000 Kč: „Becherovka 200 let“, „Becherovka sbližuje“, „Becherovka Ski Show“, „Beton“. Vítěz této prémie byl určen přímo zaměstnanci firmy Becherovka, nikoli herními odborníky.

### Pořadí her v každé kategorii
Zdroj: 
- Akční hry pro PC: BugAbOO, Bechon, Space Adventures, BECHER SHOW
- Logické hry pro PC: Faux Pa, Bechout, Another day at war, The Becher Rocket, BETONIX
- Adventury a RPG hry pro PC: Moribund World, Okulděje III, Becherself, Becher's Detectiv
- Simulátory pro PC: Lodičkoidy, Becherův pohár 1976
- Flash hry: Lander, barBECHbar, Vychladni!, Hockey 2006, Slalom, Brick, Imagine Bridge, BecherBar
- Hry pro mobilní telefony: BeBeyond, Prokletí Becherova, TheLogician, BechUtopia, BecherSudoku, Becherovka Ball, BecherFans, Komár
- Hry pro mobilní zařízení s operačním systémem: Beton Bar
- XXL hry: Becher Tycoon, Becherovka CHAMPIONSHIP, BRG

### Celkový vítěz
Zdroj: 
|               | Hra                                  | Žánr      | Autor   | Odměna                     |
| ------------- | ------------------------------------ | --------- | ------- | -------------------------- |
| Zlatá medaile | Moribund World: Like a Thousand Suns | Adventura | DataWeb | PC komponenty za 60 000 Kč |

### Vítěz prémie
Zdroj: 
| Hra     | Žánr        | Autor          | Odměna    |
| ------- | ----------- | -------------- | --------- |
| Faux Pa | Logická hra | one eyed child | 30 000 Kč |

## 8. ročník (2007)
- Termín soutěže: 1. ledna – 30. září 2007[50]
- Počet hodnocených her: 32[51]

Vyhlášení proběhlo 6. prosince 2007 v pražském Jet Set City Center (V Jámě 1263/6). I tento rok se vyhlášení zúčastnilo několik „VIP osobností“ jako např. moderátorka Zuzana Belohorcová, herec Tomáš Vorel mladší a účastníci tehdy populární reality show VyVolení Daniel Holovský a Veronika Fasterová.
Celkem byly vyhlášeny čtyři kategorie – Flash hry, PC hry, mobilní hry (Symbian, Windows Mobile, Palm OS 4.0+, Windows CE), XXL hry. Každá kategorie měla vlastní specifické finanční ohodnocení.
Maximální velikost her v komprimované podobě byla 10 MB pro PC hry, 1,5 MB pro Flash hry, 100 kB pro Java hry a 100 MB pro XXL hry.
Kdo chtěl soutěžit o 60 000 Kč na nákup PC komponentů, musel do své hry zakomponovat jedno z témat „Becherovka sbližuje“ nebo „Letní osvěžení s Becherovkou“.
Vítěz kategorie Flash měl dále nárok získat zakázku na tvorbu online Flash hry s rozpočtem 100 000 Kč.

### Pořadí her v každé kategorii
Zdroj: 
Pozn.: Všechny PC hry (adventury, akční, logické) byly hodnoceny v rámci jedné kategorie, na webu Becherovky však byly uvedeny odděleně. V závorkách je uvedena peněžní odměna jednotlivých úspěšných tvůrců.
- Adventury pro PC: Královna Jezer (41 350 Kč), Bermen (28 210 Kč), Záhada Becherovky, Wizard of Egypt, Averageness
- Akční hry pro PC: Becherovka Combat Simulator (15 380 Kč), Fly Trap, Becher Wars, Battle Bottle, Záchrana
- Flash: Duel (21 480 Kč), Magneton (14 300 Kč), Drunken Rabbit (6 940 Kč), Bech-i-Tronik, Alien Becher Shooter, Sheriff the Revenge, CocktailTime, Have a Mice Day, BecherBall, Morion, Beach Bar, RC Demolition Cars, Bottling, BecheRolling3D
- Logické hry pro PC: Becherovka Summer Refreshment, "Bechere, nezlob se!"
- Mobilní hry: BecherCraft (37 850 Kč), Becherovka Factories, Becher territory, Becher Kingdom, Crazy Chevaliers, Becher-Ban

### Celkový vítěz
Zdroj: 
|               | Hra            | Žánr                      | Autor                      | Odměna                     |
| ------------- | -------------- | ------------------------- | -------------------------- | -------------------------- |
| Zlatá medaile | Královna jezer | 2D plošinovka / adventura | Ane-Arch, Avx (Vít Jadrný) | PC komponenty za 60 000 Kč |

## 9. ročník (2009)
- Termín soutěže: 31. října 2008 – 31. prosince 2009[56]

9. ročník Becherovka Game byl odložen téměř o rok. Uzávěrka byla původně plánována na 1. června 2009, protože pro marketingové účely Becherovky bylo prý vhodnější přesunout vyhlášení výsledků a zveřejnění nových her na léto. Nakonec byla uzávěrka přesunuta až na konec roku a obvyklé slavnostní vyhlášení výsledků („tisková konference“) bylo zcela zrušeno.
Pro tento rok byla soutěž přejmenována na Becherovka Lemond Game – všechny hry se měly nějakým způsobem týkat tehdy nového produktu Becherovka Lemond.
Jedinou vyhlášenou kategorií byla kategorie flashových her. Vítězná hra měla být umístěna na webových stránkách Becherovky.
Limit velikosti her byl 5 MB.
Toto byl poslední ročník Becherovka Game; další ročníky již vyhlášeny nebyly.

### Top 3
Zdroj: 
|                  | Hra              | Autor                        | Odměna    |
| ---------------- | ---------------- | ---------------------------- | --------- |
| Zlatá medaile    | Green Archer     | Petr Bukovjan, Jiří Bukovjan | 60 000 Kč |
| Stříbrná medaile | Lemond Bar Party | one eyed child               | 30 000 Kč |
| Bronzová medaile | Extreme Pong     | Tomáš Michálek               | 15 000 Kč |